# آنا ماریا روس
آنا ماریا روس (انگلیسی: Anna Maria Roos; ۹ آوریل ۱۸۶۲ محلهٔ فنلاند استکهلم سوئد – ۲۳ آوریل ۱۹۳۸) درگذشته در بمبئی، هند، یک نویسنده، متعلم، حکمت الهی‌گرا، ترانه‌نویس اهل سوئد بود.
او که دختر مدیر کل پست سوئد آدولف ویلهلم روس و همسرش سوفی- و نوهٔ وزیر دادگستری «یوهان نوردنفالک» بود در سال‌های ۱۸۷۹–۱۸۸۱ در «Högre lärarinneseminariet» (حوزهٔ علمیهٔ سلطنتی معلمان زن پیش‌رفته)؛ تنها مدرسه عالی معلمان زن در سوئد، در استکهلم تحصیل کرد. آنا ماریا روس نویسنده، تصویرگر و ترانه‌سرای محبوب کودکان نیز بود. در کنار مجموعه‌های شعر و داستان‌های کوتاه او کتاب‌هایی ویژهٔ کودکان و بخش گسترده‌ای از کتاب‌های درسی سوئد را تألیف کرد.

## کتاب‌های دیگر
- Fariseism i våra dagar (1902) / فریسایی در روزگار ما
- نیروهای پنهان-۱ (۱۹۰۵)
- نیروهای پنهان-۲ (۱۹۰۶)
- نیروهای پنهان-۳ (۱۹۰۶)
- دین آینده و زن آینده (۱۹۰۸)
- آرشیو قدیمی خانواده (۱۹۰۹)
- تئوسوفی و تئوسوفیست‌ها (۱۹۱۳)
- از شعر اسپانیایی (۱۹۱۴)